# Mariakerk (Deventer)
De Mariakerk, ook wel de Onze-Lieve-Vrouwekerk genoemd, is een voormalige kerk in Deventer. 

## Eerste geschiedenis
De kerk maakte vanaf eind 13e eeuw deel uit van de toen gebouwde Maria- en Lebuïnusbasiliek. Ze was in tegenstelling tot de kapittelkerk van Sint Lebuïnus, als parochiekerk bestemd voor de burgerij. Begin 16e eeuw splitste de parochiekerk af van de kapittelkerk, en werd de nieuwe Mariakerk gebouwd naast de Grote Kerk die aan Lebuïnus was gewijd. De zijbeuken van beide kerken kwamen min of meer in elkaars verlengde te liggen. Lange tijd is er een doorgang geweest tussen beide kerken. Aan de zijde van het Grote Kerkhof werden de zogenoemde Maagdenhuisjes gebouwd ter huisvesting van alleenstaande vrouwen.

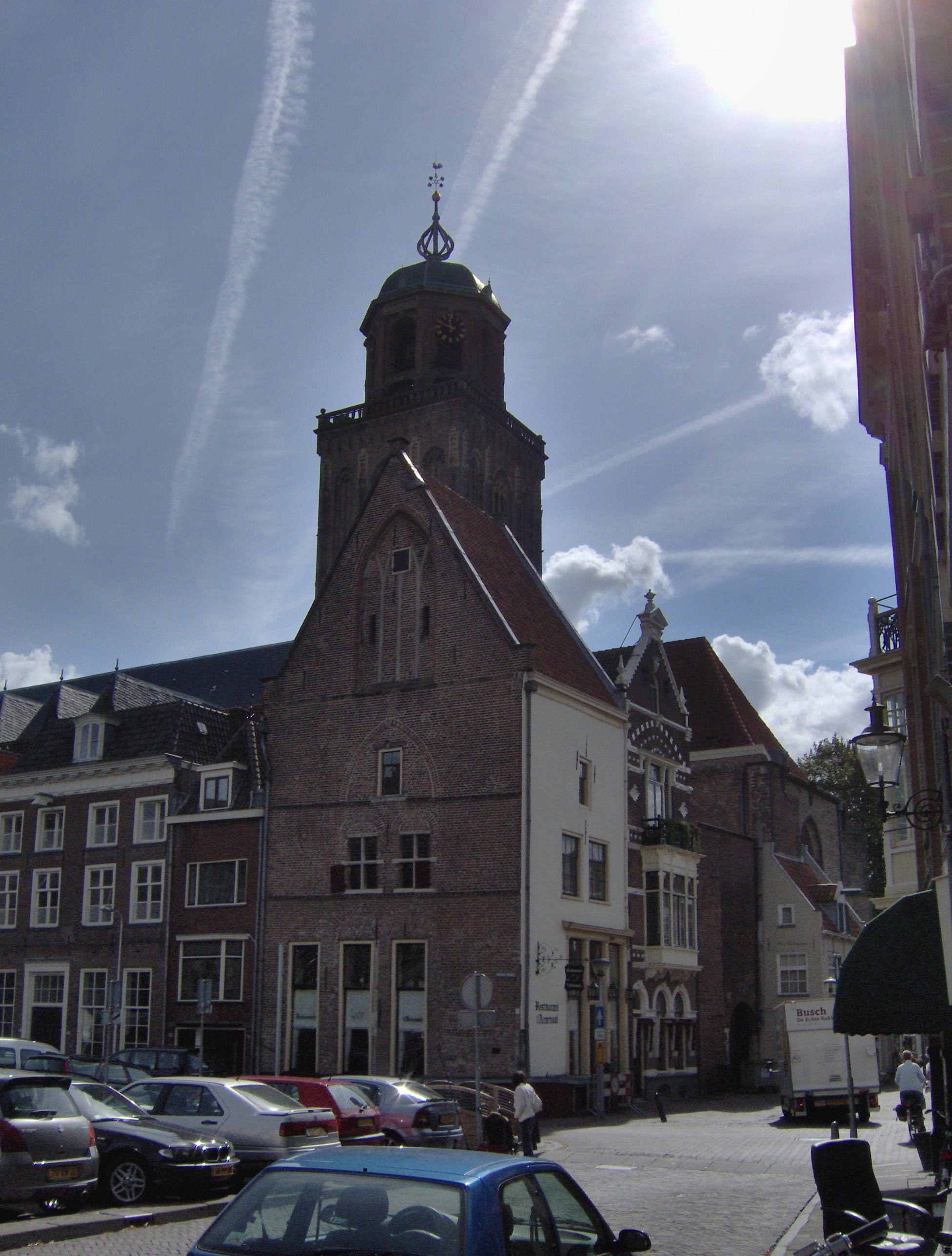
Op de voorgrond de Sacramentskapel en woonhuizen met rechts daarvan de zuidwestbeuk van de Mariakerk. Op de achtergrond de toren van de Lebuïnuskerk

## Buiten gebruik
Na het Beleg van Deventer in 1578 door Rennenberg, kwamen de calvinisten aan de macht in Deventer. Voor hen waren vier kerken te veel. Naast de Lebuïnus- en Mariakerk, beschikte Deventer ook over de Broederenkerk en de Bergkerk. In 1591 werd besloten om de Mariakerk aan de eredienst te onttrekken en er waren plannen om de kerk te slopen. Die zijn ten slotte deels uitgevoerd, de noorderzijbeuk is afgebroken, daar zijn woningen voor in de plaats gekomen. De Sacramentskapel is blijven staan, maar kreeg een andere bestemming. Sinds de tweede helft van de twintigste eeuw is er een horecaonderneming gevestigd. Het schip is ontdaan van het dak en vormt nu een binnenplaats. De zuiderzijbeuk bestaat nog en is lange tijd in gebruik geweest als arsenaal, terwijl ook de brandweer er haar materialen kwijt kon. De sacramentskapel, zuidbeuk en Maagdenhuisjes zijn beschermd als rijksmonument.

## Huidig gebruik
Het restant van de kerk is eigendom van de gemeente Deventer en wordt geëxploiteerd door de Stichting Mariakerk. Incidenteel zijn er activiteiten.